# Chicha Amatayakul
Chicha "Kitty" Amatayakul (en idioma tailandés: ชิชา อมาตยกุล; Bangkok, 5 de agosto de 1993, nacida como Kanyawee Phumsiridol) es una actriz, modelo y cantante tailandesa, reconocida por su participación en las series La Chica Nueva y The Serpent.

## Biografía
Chicha, anteriormente conocida como Kanyawee Phumsiridol. Nació el 5 de agosto de 1993 en Bangkok. Asistió al cuarto grado en Chitralada School y realizó el examen de equivalencia de escuela secundaria bajo el plan de estudios británico (IGCSE) con tan solo 15 años antes de ingresar a la educación superior en la Facultad de Administración de Empresas en la Assumption University y en la Facultad de Derecho de la Universidad Ramkhamhaeng.
Chicha se unió a Kamikaze records a la edad de 17 años e interpretó canciones con otros cuatro miembros, incluidos Bow Maylada, Bam Pakakanya, Gail Natcha y Mild Krittiya. Bajo el nombre del grupo pop Kiss Me Five, con la canción debut "Kamikaze Wave" en 2010 junto con amigos del grupo y muchos otros grupos de la segunda generación de Kamikaze. La última canción antes de dejar la banda fue la canción "คิดก่อนทิ้ง (Piensa antes de tirar)". Abandonó para continuar con sus estudios universitarios.
Obtuvo reconocimiento en su país natal al interpretar el papel de Aitim en la serie de televisión de corte dramático Lhong Fai en 2017. Ese mismo año interpretó el papel principal de Mónica en el filme de terror Net I Die, y en aparición en el seriado del canal GMM 25 La chica nueva, luego siendo estrenada por Netflix, exponiendo a Chicha a la audiencia internacional. Encarnando a una joven universitaria llamada Nanno. Finalizó la década de 2010 con una aparición en el filme Necromancer 2020.
En 2020, luego de interpretar el papel de Kat en el telefilme Scholar, logró reconocimiento internacional con su papel como Suda Romyen, amante del asesino serial Charles Sobhraj, en la serie británica The Serpent, estrenada por la plataforma Netflix en abril de 2021.

## Filmografía

### Cine
| Año  | Título           | Papel         | Notas     |
| ---- | ---------------- | ------------- | --------- |
| 2017 | Net I Die        | Mónica        |           |
| 2019 | Necromancer 2020 | Teniente Toon |           |
| 2020 | Scholar          | Kat           | Telefilme |

### Televisión
| Año       | Título         | Papel       | Notas |
| --------- | -------------- | ----------- | ----- |
| 2017      | Lhong Fai      | Aitim       |       |
| 2018-2021 | La chica nueva | Nanno       |       |
| 2021      | The Serpent    | Suda Romyen |       |

## Vídeos musicales
| Título en tailandés | Traducción al español            | Artista                                         | Note                                               | Ref.  |
| ------------------- | -------------------------------- | ----------------------------------------------- | -------------------------------------------------- | ----- |
| แฟน                 | Novia                            | Pae Arak Amornsupasiri                          |                                                    |       |
| เมื่อคืน / Meua Keun   | Anoche                           | Season Five                                     |                                                    |       |
| คนไม่จำเป็น           | Persona innecesaria              | Getsunova                                       |                                                    |       |
| 1-100               | 1-100                            | SOMKIAT                                         |                                                    |       |
| รักดี                 | Buen amor                        | NICECNX                                         |                                                    |       |
| ลืมกันแล้วหรือยัง        | ¿Ya lo has olvidado?             | 25hours                                         |                                                    |       |
| เพื่อนเธอโคตรได้       | Tu amiga es increíble            | BEN BIZZY & LAZYLOXY                            |                                                    |       |
| ตราบ                | Mientras                         | THE KEYLOOKZ                                    |                                                    |       |
| ให้เธอได้ฟัง           | Déjate escuchar                  | New Mandarin                                    |                                                    |       |
| ถอนหายใจ            | Suspiro                          | MILD                                            |                                                    |       |
| RADAR               | RADAR                            | บุรินทร์ บุญวิสุทธิ์ Burin Boonvisut × TWOPEE Southside |                                                    |       |
| ฉันยังหายใจอยู่         | Todavía estoy respirando         | FAHRENHEIT                                      |                                                    |       |
| ดอกไม้ในหนังสือหน้าที่ 75 | Flores en la página 75 del libro | THE WHITEST CROW                                |                                                    |       |
| ช่วงนี้/Chuang Nee     | Esta vez/En este momento         | Nanno                                           | Cover de la canción de la canción de Atom Chanakan | [ 7 ] |
| สิ่งแทนใจ             | Representación                   | Retrospect                                      |                                                    |       |